# Tursu

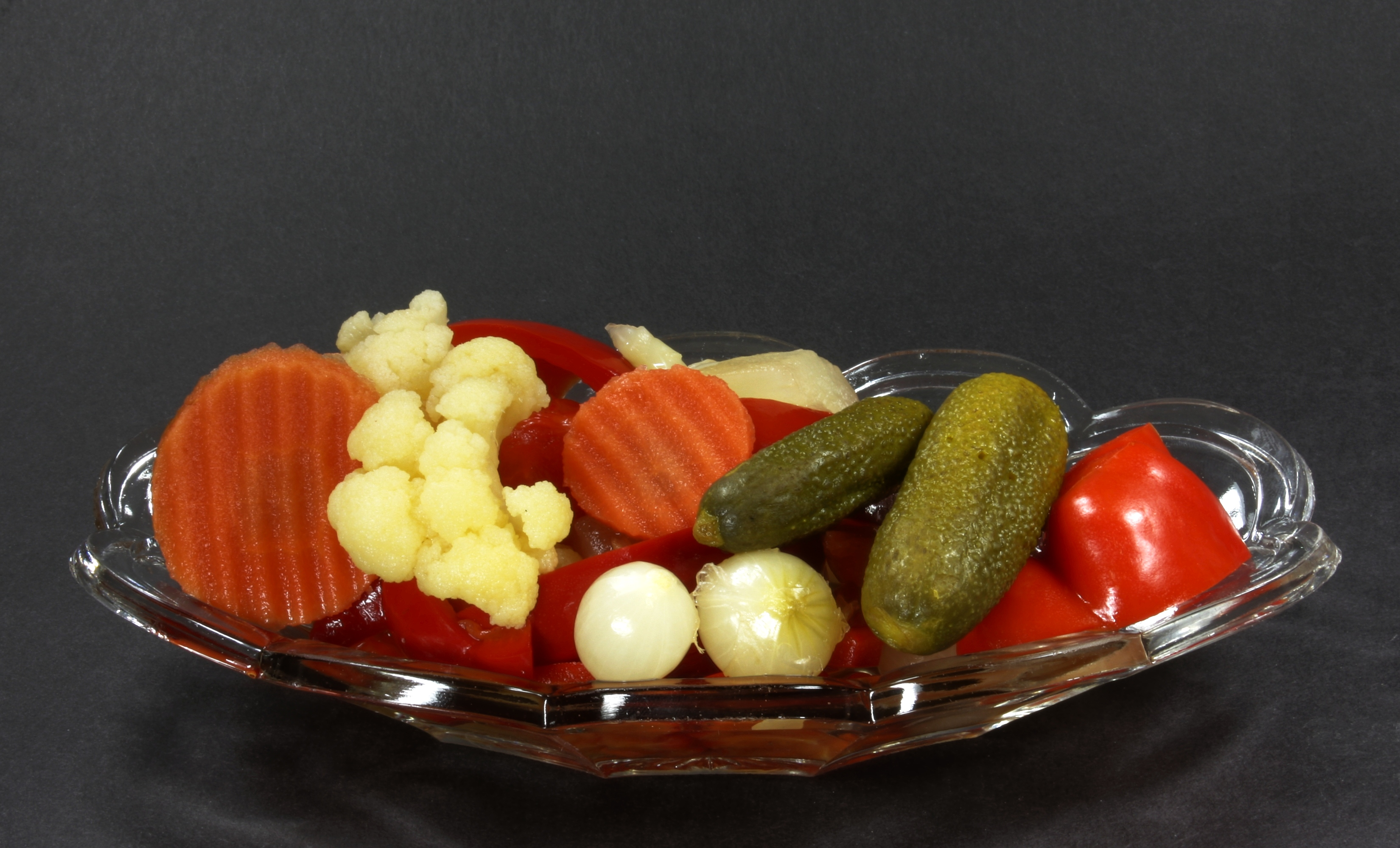
Mezcla de encurtidos.

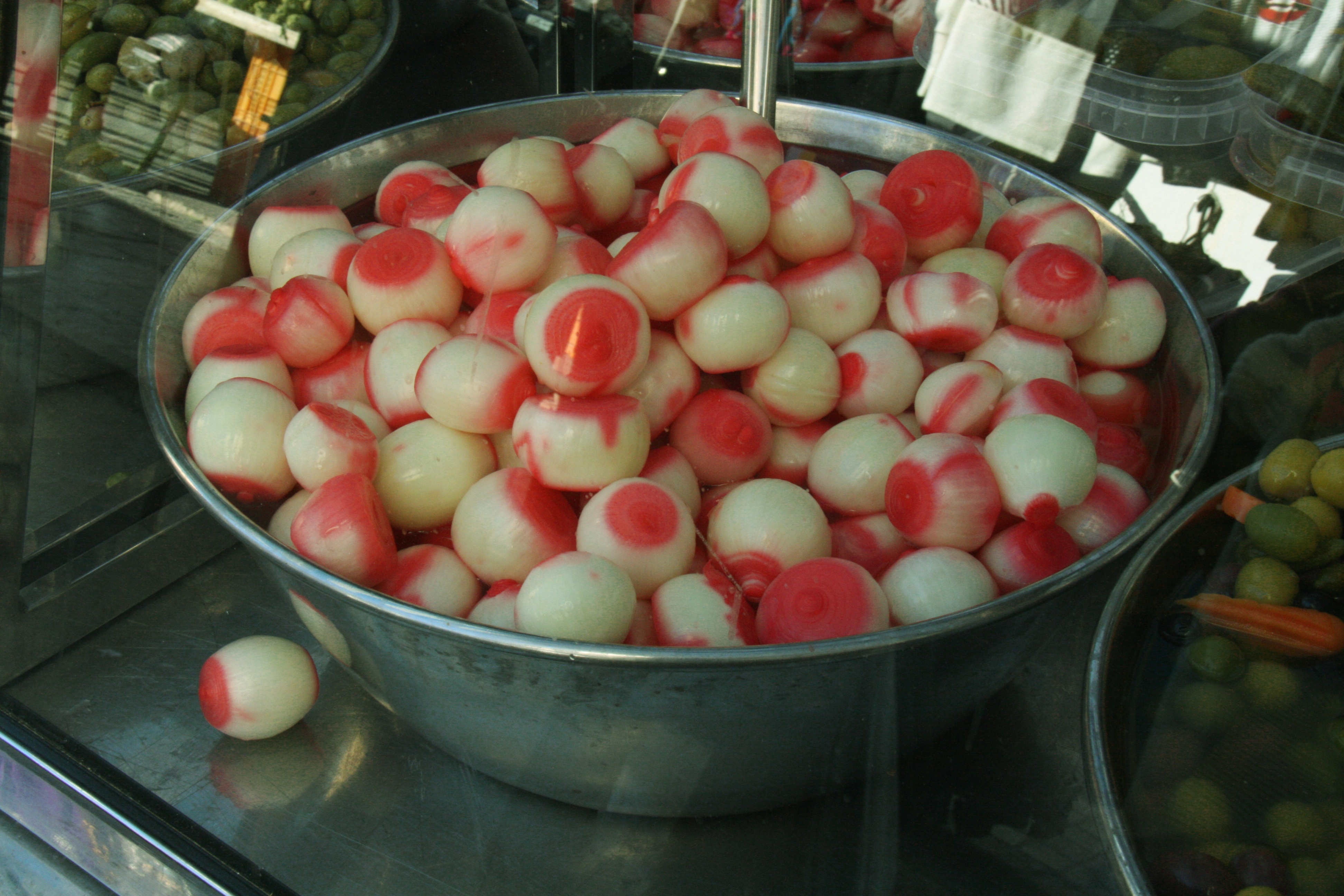
Cebollas encurtidas.

Tursu (denominado también como torshi, turşu, toursi, turshiya, "τουρσί" o turšija) todas ellas hacen referencia a una variedad de verduras encurtidas muy habituales en las cocinas Balcanes así como de Oriente Medio. Originariamente procedente de Persia, la palabra "Torshi" (persa: ترشی) proviene de "Torsh" que en idioma persa significa "sabor ácido".

## Características
En países como Irán existen muchas variantes de torshi, todas ellas elaboradas de acuerdo con los gustos locales, las costumbres regionales. En algunas familias, una comida no se considera completa sin un cuenco de torshi en la mesa. Por regla general se emplea como aperitivo (o meze) para acompañar el rakı, ouzo, tsipouro y rakia. 
Existen diferentes tipos de tursu; en Bulgaria son muy populares los "Tsarska turshiya" (Rey de los encurtidos) y el "Selska turshiya" (encurtidos del país). Elaborar tursu casero es una costumbre muy extendida en los meses de otoño, no sólo en los ámbitos rurales sino que también en las grandes ciudades. El tursu se sirve a menudo en los restaurantes y puede ser adquirido en muchos supermercados. 